# Teodozija
 Ovo je glavno značenje pojma Teodozija. Za antički grad na Krimu pogledajte Feodosija.
Teodozija (grč. Θεοδοσία) je bila grčka plemkinja i carica Bizantskog Carstva.

## Životopis
Teodozija je rođena oko 775. godine, kao kći plemića Arsabera (Ἀρσαβήρ) i njegove žene. Arsaber, koji je vrlo vjerojatno bio armenskog podrijetla, pokušao je svrgnuti cara Nikefora I. 808. Teodozija se udala za cara Leona V. Armenca, ali nije poznato koje godine. Leon je postao car 813. te je imao nekoliko sinova, za koje se pretpostavlja da ih je upravo Teodozija rodila. Nakon što je car Leon ubijen 820., Teodozija i Leonovi sinovi otišli su na otok Proti (Kınalıada) te su dobivali rentu. Monah Teodor Studit je poslao pismo Teodoziji.